# باشگاه فوتبال کیدرمینستر هاریرس
باشگاه فوتبال کیدرمینستر هاریرس (به انگلیسی: Kidderminster Harriers Football Club) یک باشگاه فوتبال در شهر کیدرمینستر، کشور انگلستان است که در سال ۱۸۸۶ میلادی تأسیس شده‌است.